# Bengy-sur-Craon
Bengy-sur-Craon ist eine französische Gemeinde mit 636 Einwohnern (Stand: 1. Januar 2022) im Département Cher in der Region Centre-Val de Loire. Sie gehört zum Kanton Avord (bis 2015: Kanton Baugy) und zum Gemeindeverband Communauté de communes Pays de Nérondes.

## Geografie
Bengy-sur-Craon liegt im Berry etwa 28 Kilometer ostsüdöstlich von Bourges am namengebenden Fluss Craon. Umgeben wird Bengy-sur-Craon von den Nachbargemeinden Avord im Norden und Nordwesten, Baugy im Norden und Nordosten, Nérondes im Osten, Tendron und Flavigny im Südosten, Cornusse im Süden, Raymond im Südwesten sowie Jussy-Champagne im Westen.

## Geschichte

### Internierungen in Bengy
Ab Juli 1938 galt für alle in Frankreich lebenden Ausländer, die hier um Asyl nachsuchten, die Pflicht, sich als Prestataires (Dienstleister) zu verpflichten.
Diese Pflicht galt anfangs vor allem für die vielen Flüchtlinge, die während des Spanischer Bürgerkriegs und nach dessen Ende nach Frankreich strömten. Sie wurden zunächst in großen Centres d'acceil oder auch Centres de recueil (Aufnahmezentren oder Sammelstellen) im Süden Frankreichs interniert:S. 37 und dann zu deren Entlastung in eine Vielzahl kleinerer Lager, verteilt über ganz Frankreich, untergebracht.
Im Zuge dieser Entwicklung kamen im Herbst 1939 mehr als 1000 Männer in den Departements Loir-et-Cher und Loiret an.:S. 184 Acht dieser Männer kamen auf sechs Bauernhöfen in Bengy unter.:S. 184 Nach Eggers dauerte ihr Aufenthalt hier vom Dezember 1939 bis zum Mai 1940.:S. 562 France Archives, das französische Nationalarchiv, nennt für den 15. Januar 1940 als einen der  Internierungsorte für Deutsche im Département Cher das Camp de la ferme des Battereaux in Bengy.

## Bevölkerung
| Jahr      | 1793 | 1800 | 1872  | 1906  | 1931 | 1936 | 1946 | 1954 | 1962 | 1968 | 1975 | 1982 | 1990 | 1999 | 2006 | 2013 |
| --------- | ---- | ---- | ----- | ----- | ---- | ---- | ---- | ---- | ---- | ---- | ---- | ---- | ---- | ---- | ---- | ---- |
| Einwohner | 898  | 859  | 1.520 | 1.208 | 810  | 762  | 769  | 694  | 723  | 700  | 602  | 584  | 576  | 609  | 658  | 680  |

## Sehenswürdigkeiten
Siehe auch: Liste der Monuments historiques in Bengy-sur-Craon
- Kirche Saint-Pierre-aux-Liens, während der Religionskriege zerstört, im 17. Jahrhundert wieder aufgebaut, seit 1913 teilweise Monument historique

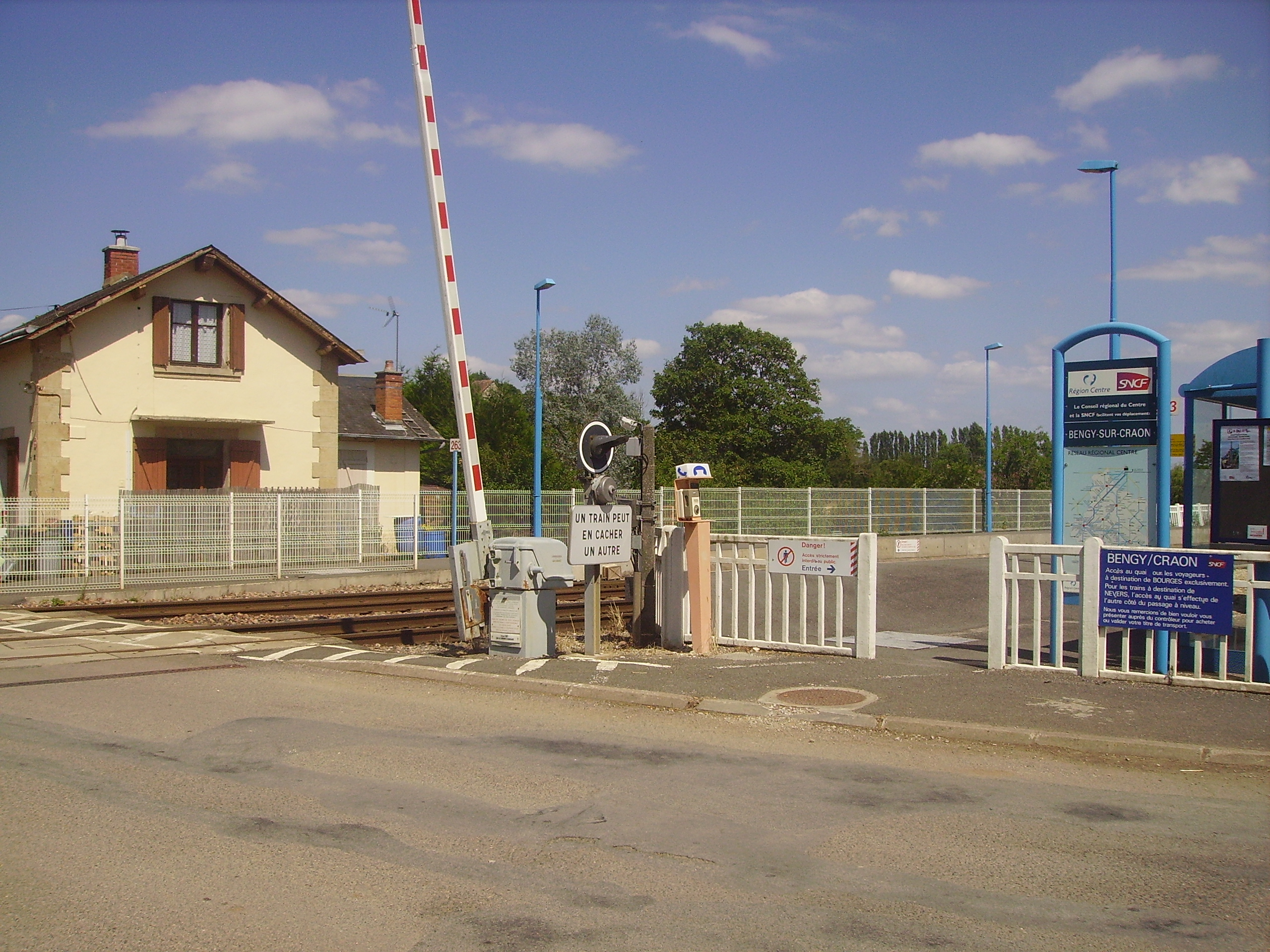
Bahnstation Bengy-sur-Craon